# Суходол (Ульяновская область)

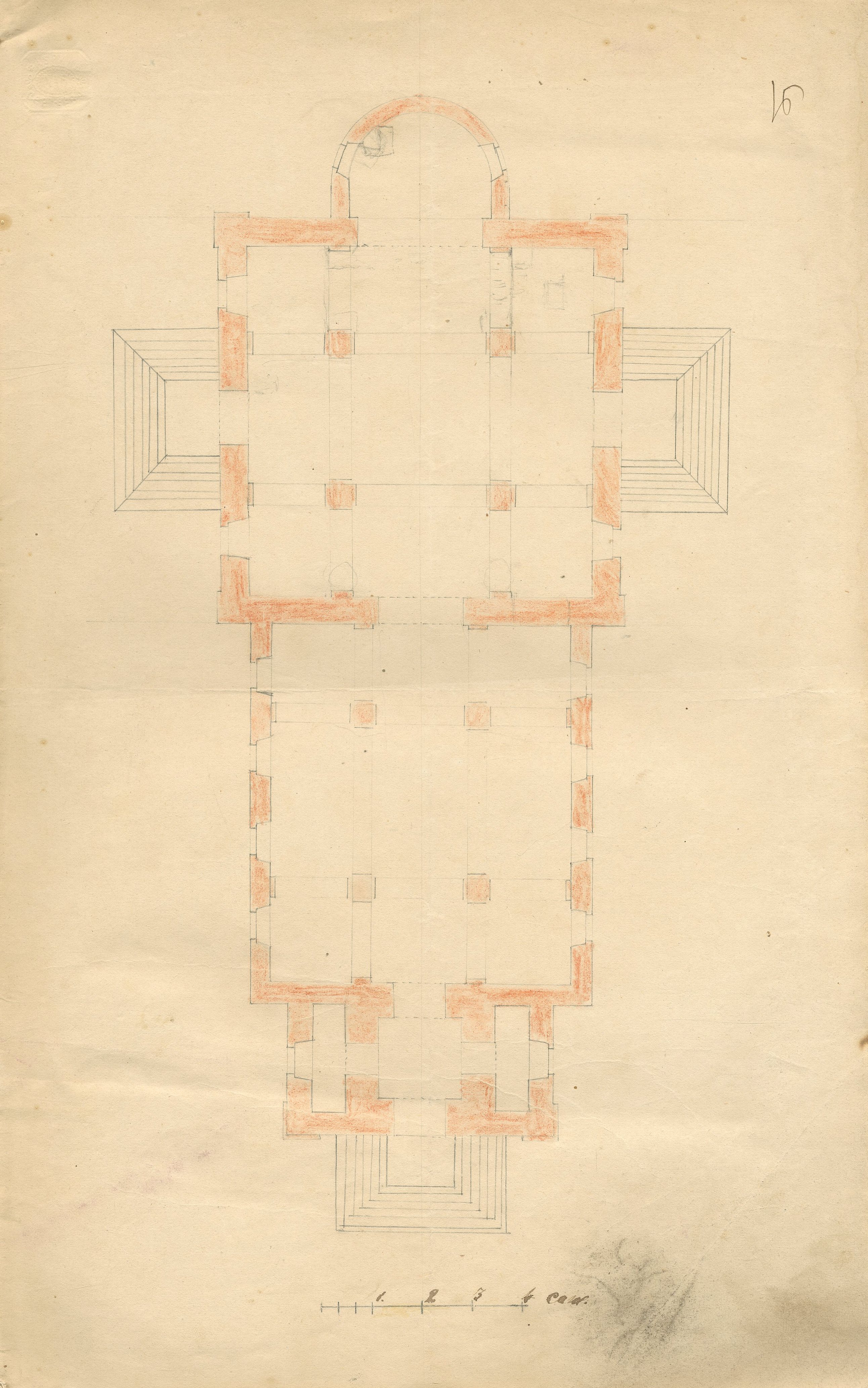
Общий план каменной церкви Богоявления Господня

Суходол — село в Чердаклинском районе Ульяновской области. Входит в состав Белоярского сельского поселения.

## География
Село расположено на озёрах Масловском (сейчас Поповское) и Шумиловском, вдоль речки Чечёра, в 39 км к юго-юго-востоку от районного центра Чердаклы и в 50 км к юго-востоку от Ульяновска.

## Топоним
Название села Суходол произошло от двух слов: «сухой» и «долина», полученных путём сложения основ и связанных соединительной гласной «о». Старое село Суходол названо по местоположению на большой балке.

## История
Село основано в 1656 году, когда была построена Закамская засечная черта и вошло в состав Симбирского уезда Приказа Казанского дворца.
В 1708—1780 годах село входило в Казанский уезд Казанской губернии, имело барскую усадьбу и церковь в честь св. Петра и Павла, поэтому село называлось Петропавловское.
С 1780 года село Петропавловское Суходол тож, помещичьих крестьян, вошло в состав Ставропольского уезда Симбирского наместничества.
В 1788 году на средства прихожан была построена новая деревянная однопрестольная Петропавловская церковь.
С 1796 года — в Ставропольском уезде Симбирской губернии.
В 1851 году село вместе с уездом вошло в состав вновь созданной Самарской губернии.
В 1859 году село Петропавловское (Суходол), при озере Суходол, здесь имелось: церковь и фабрика. В 2 км находилась деревня Прудище (Малый Суходол).
В 1861 году Суходол стал центром Суходольской волости, в которой вошла и деревня Прудищи.

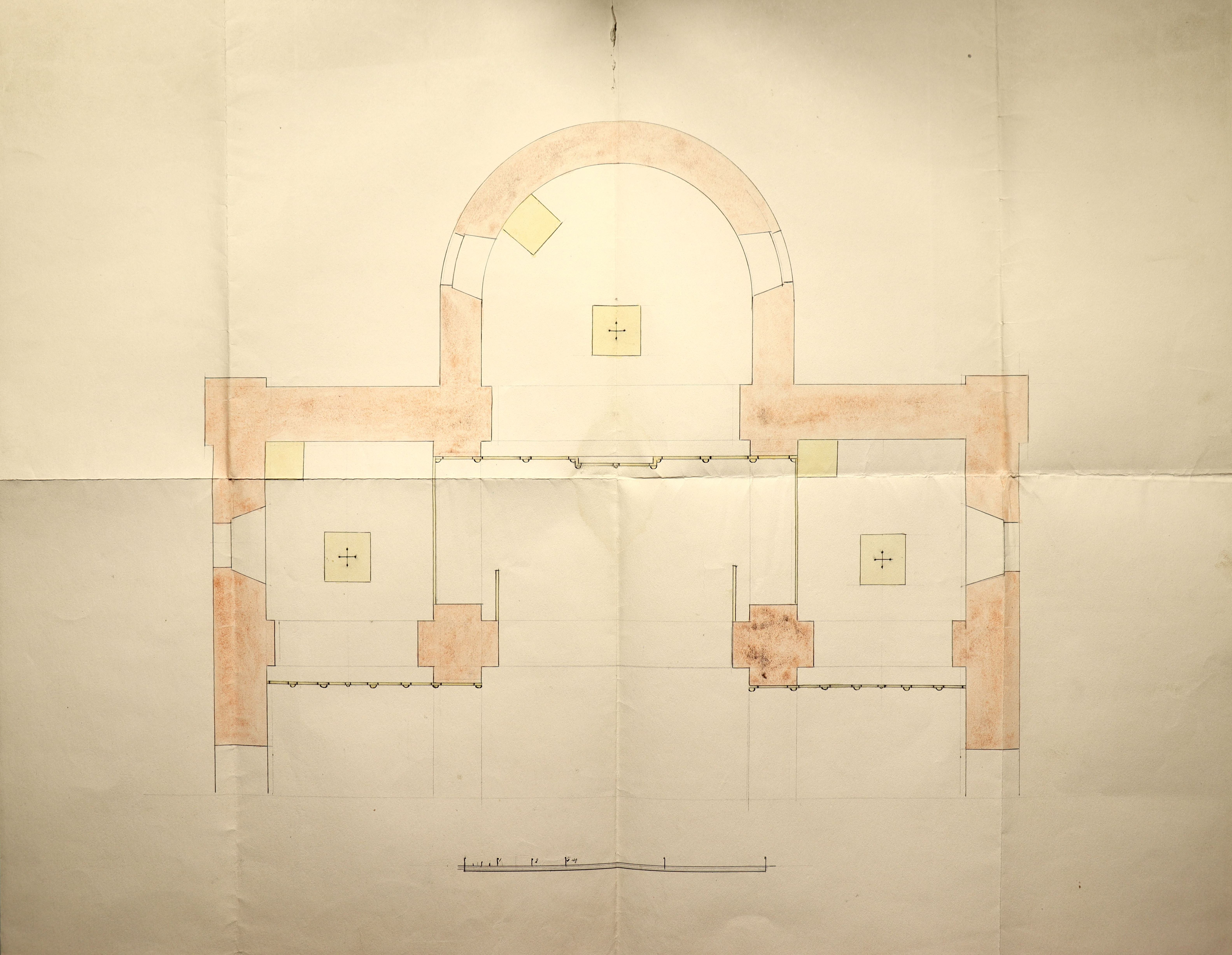
План расположения престолов Богоявленской церкви

В 1882 году на средства прихожан  (20 000 рублей серебром) была построена каменная трёхпрестольная церковь во имя Богоявления Господня, св. Петра и Павла и св. Николая Чудотворца. 28 декабря 1882 года освящён престол в честь апостолов Петра и Павла, 29 декабря 1882 года освящён престол в честь Николая Чудотворца и, наконец, 30 июня 1883 года, после окончания работ по установке икон в иконостас главного престола, был освящён престол Богоявления Господня. Старая деревянная Петропавловская церковь была разобрана и использована для отопления вновь отстроенного храма. 
На 1889 год в селе было: волостное правление, военно-конское училище, церковь, земская общественная школа, кожевенный завод, 27 ветряных мельниц, 5 обдирок, 2 поташных завода, 5 кузнец, имение дворянина А. А. Микулина и крестьянина Суслина.
На 1900 год в селе имелось: церковь, 2 школы: земская и церковно-приходская, кожевенный и кирпичный заводы, 3 кожевенных заведения, 27 ветряных мельниц, 2 маслобойки, волостное правление, военно-конское училище.
В 1919 году был организован Суходольский сельсовет, куда вошли посёлки Зимница и Прудища.
В 1930 году был организован первый колхоз «Пролетарский путь», с 1957 года — колхоз им. Калинина.
В 1934 году, решением общего собрания граждан, имеющих право голоса, храм во имя Богоявления Господня был закрыт и в дальнейшем непродолжительное время использовался как зернохранилище (зерно портилось в неприспособленном помещении). Данные по голосованию во многом были сфальсифицированы, на собрание не были приглашены верующие, в основном подписи в бюллетенях ставились комсомольцами. 
С 1928—1929 и 1935—1956 годах — в Николо-Черемшанском районе Средне-Волжской области / в 1929—1935 годах — Сенгилеевского района Средне-Волжского края/ Куйбышевского края / Куйбышевской области / с 1943 года — в Ульяновской области.
В 1950 году образовался колхоз имени Калинина.
В 1956 году село вошло в состав Чердаклинского района, также, в связи с созданием Куйбышевского водохранилища, в село были доприселены жители деревни Красный Яр и села Табурное.

## Население
- В 1780 году 409 ревизских душ[5].
- В 1859 году в селе в 382 дворах жило: 1231 мужчина и 1287 женщин[7].
- В 1889 году в 574 дворах жило 4201 (1084 мужчины)[8].
- В 1900 году в 672 дворах жило 1992 мужчины и 2144 женщины (4136)[10].
- В 1928 году в 799 дворах жило 3724 человек[13].
- В 1930 году в 833 дворах жило 4359 человек[11].

| 1859 | 1889  | 1897  | 1910  | 2010 |
| ---- | ----- | ----- | ----- | ---- |
| 2518 | ↗4201 | ↗4214 | ↘4136 | ↘800 |

## Известные уроженцы
- Пётр Алексеевич Соколов[18] — уроженец села, генерал-майор, начальник Орджоникидзевского высшего общевойскового командного училища и  Ульяновского суворовского военного училища[19].

## Инфраструктура
- Школа имени генерал-майора Петра Соколова[20].

## Достопримечательности
- «Дом крестьянина Жилина», кон. XIX в[21].
- В 1968 году был установлен памятник погибшим воинам в годы Великой Отечественной войны.
- Курганная группа «Суходол-1» (2 насыпи) сер. II тыс. до н.э. (?)[22]
- Курганная группа «Суходол-2» (5 насыпей) сер. II тыс. до н.э. (?)[22]
- Дом крестьянина Пестрякова (узел связи) кон. XIX в.[22]
- Дом крестьянина кон. XIX в.[22]
- Дом крестьянина Вавилина сер. XIX в.[22]
- Дом жилой с трактиром Савельевых кон. XIX в.[22]
- Дом крестьянина Зайцева с лавкой кон. XIX в.[22]
- До 1950-х годов в селе была церковь в честь св. Петра и Павла (Петропавловская церковь) и церковь Богоявления Господня, обе не сохранились[23][2][9].